# Abende auf dem Weiler bei Dikanka
Abende auf dem Weiler bei Dikanka (Auch: Abende auf dem Vorwerk bei Dikanka, russisch Вечера на хуторе близ Диканьки, Wetschera na chutore blis Dikanki, ukrainisch Вечори на хуторі біля Диканьки) ist das erste Buch von Nikolai Wassiljewitsch Gogol (mit Ausnahme des unter Pseudonym veröffentlichten Gedichts „Hanz Küchelgarten“). Es besteht aus zwei Bänden mit je vier Erzählungen aus dem ukrainischen volkstümlichen Milieu, der erste erschien 1831, der zweite 1832.
Die Geschichten von „Abende“ schrieb Gogol in den Jahren 1829 bis 1832. Laut der Handlung wurden die Geschichten des Buches angeblich von „dem Imker Rudy Panko“ gesammelt und veröffentlicht. Jeder der beiden Bände wird mit einer Vorrede des (fiktiven) Autors Rudij Panko eingeleitet, der als „Herausgeber“ den Rahmen für seine Geschichten setzt und den Leser vor der ungewöhnlichen Welt warnt, in die er ihn einführen wird.

## Teil 1
- „Der Jahrmarkt in Sorotschinzy“ (Сорочинская ярмарка)
- „Der Johannisabend“ (Вечер накануне Ивана Купала)
- „Mainacht oder Die Ertrunkene“ (Майская ночь, или Утопленница)
- „Die verschwundene Urkunde“ (Пропавшая грамота).

## Teil 2
- „Die Nacht vor Weihnachten“ (Ночь перед рождеством)
- „Furchtbare Rache“ (Страшная месть), auch Schreckliche Rache und Der Zauberer
- „Iwan Fjodorowitsch Schponka und sein Tantchen“ (Иван Федорович Шпонька и его тетушка)
- „Der verhexte Platz“ (Заколдованное место).

Die Erzählungen führen den Leser in eine frühere Zeit. Es ist die Welt der dörflichen Ukraine, voll praller Lebenslust und Aberglauben. Diese heitere volkstümliche Welt ist aber nur auf den ersten Blick fröhlich, harmonisch und natürlich. Der Schein täuscht, denn das harmonische Bild wird durch phantastische Elemente gestört, die in den heiteren Alltag einbrechen. Den Stoff seiner Erzählungen entnahm Gogol der ukrainischen Folklore. Die „romantische Doppelwelt“ (Klaus Städtke) vereinigt das Alltägliche mit dem Phantastischen. Es geht um Hochzeiten, Eroberungen, glückliche Ausgänge, aber alles kommt nur durch Lug und Trug zustande, durch verführerische Listen oder durch das Wirken des Teufels, durch den Mord an Unschuldigen. Mit diesen Erzählungen führte sich Gogol in die russische Literatur ein, sie wurden vom zeitgenössischen russischen Publikum begeistert aufgenommen, obwohl Puschkin von „Ungereimtheit und wenig Wahrscheinlichkeit“ sprach. In einer neueren russischen Literaturenzyklopädie (Секачева Е.В. / Смоличева С. В.: Русская Литература. Москва 2001) wird besonders betont, dass das ukrainische Volk Hauptheld der Erzählungen ist: „Главным объектом изображения в «Вечерах ...» становится народная жизнь, а главным героем – украинский народ, мудрый, лукавый, вольнолюбивый, благородный, удалой и душевношедрый.“ („In Abende... ist der Hauptgegenstand der Darstellung das Leben der Menschen, und die Hauptfigur ist das ukrainische Volk, weise, schlau, freiheitsliebend, edel, kühn und gefühlvoll“).
Gogol benutzte eine große Anzahl von Ukrainismen, die am Ende des Werks in einem Wörterbuch aufgeführt sind.  In der Erzählung „Der Jahrmarkt in Sorotschinzy“ wird jedem auf Russisch geschriebenen Kapitel ein Epigraph auf Ukrainisch vorangestellt.

## Bearbeitungen durch andere Künstler
- Sorotschinskaja jarmarka (Der Jahrmarkt von Sorotschinzy) (1874–80). Oper von Modest Mussorgski. UA 1911
- Maiskaja notsch (Die Mainacht) (1878/79). Oper von Nikolai Rimski-Korsakow. UA 1880
- Maiskaja notsch, ili Utoplenniza (Mainacht) (1952). Film. Regie: Alexander Arturowitsch Rou
- Wetschera na chutorje blis dikanki (Die Nacht vor Weihnachten) (1962). Film. Drehbuch und Regie: Alexander Arturowitsch Rou
- Notsch pered Roschdestwom (Die Nacht vor Weihnachten) – Oper von Nikolai Rimski-Korsakow
- Tscherewitschki (Pantöffelchen) – Oper von Pjotr Tschaikowski, nach der Novelle Die Nacht vor Weihnachten
- Nitsch pered Risdwom  (Die Nacht vor Weihnachten) – Ballett von Jewhen Stankowytsch